# Sennheiser
Sennheiser electronic GmbH & Co. KG est une entreprise allemande qui fabrique des microphones, casques, accessoires téléphoniques, casques d'aviateur et du matériel pour les professionnels.

## Entreprise
Sennheiser est détenu par la famille de Fritz Sennheiser. Elle compte 2 600 employés dont 60 % travaillent en Allemagne.
Les filiales principales sont la société Georg Neumann GmbH, qui fabrique des microphones de studio, et Klein + Hummel, un fabricant de moniteurs de studio et d'enceintes d'installation, dont les produits sont désormais vendus sous les noms de Sennheiser et Neumann. En 2006, le chiffre d'affaires de Sennheiser s'est élevé à 300 millions d'euros. À l'instar de Shure, Sennheiser est devenu la marque de référence des microphones.
Sennheiser a son siège à Wedemark, Allemagne (près de Hanovre). Ses autres implantations aux États-Unis sont situés à Old Lyme, Connecticut. La société a des usines à Burgdorf, en Allemagne, Tullamore, en Irlande (depuis 1990), à Albuquerque, Nouveau-Mexique (depuis 1991) et à Brașov, Roumanie (depuis 2019). La fabrication de certains produits grand public est sous-traitée en Chine. Les bureaux d'études de Sennheiser sont situés en Allemagne et à Palo Alto, Californie. Sennheiser a des filiales de ventes en France, au Royaume-Uni, en Belgique, aux Pays-Bas, au Danemark, en Inde, à Singapour, au Canada, au Mexique et aux États-Unis.

## Historique

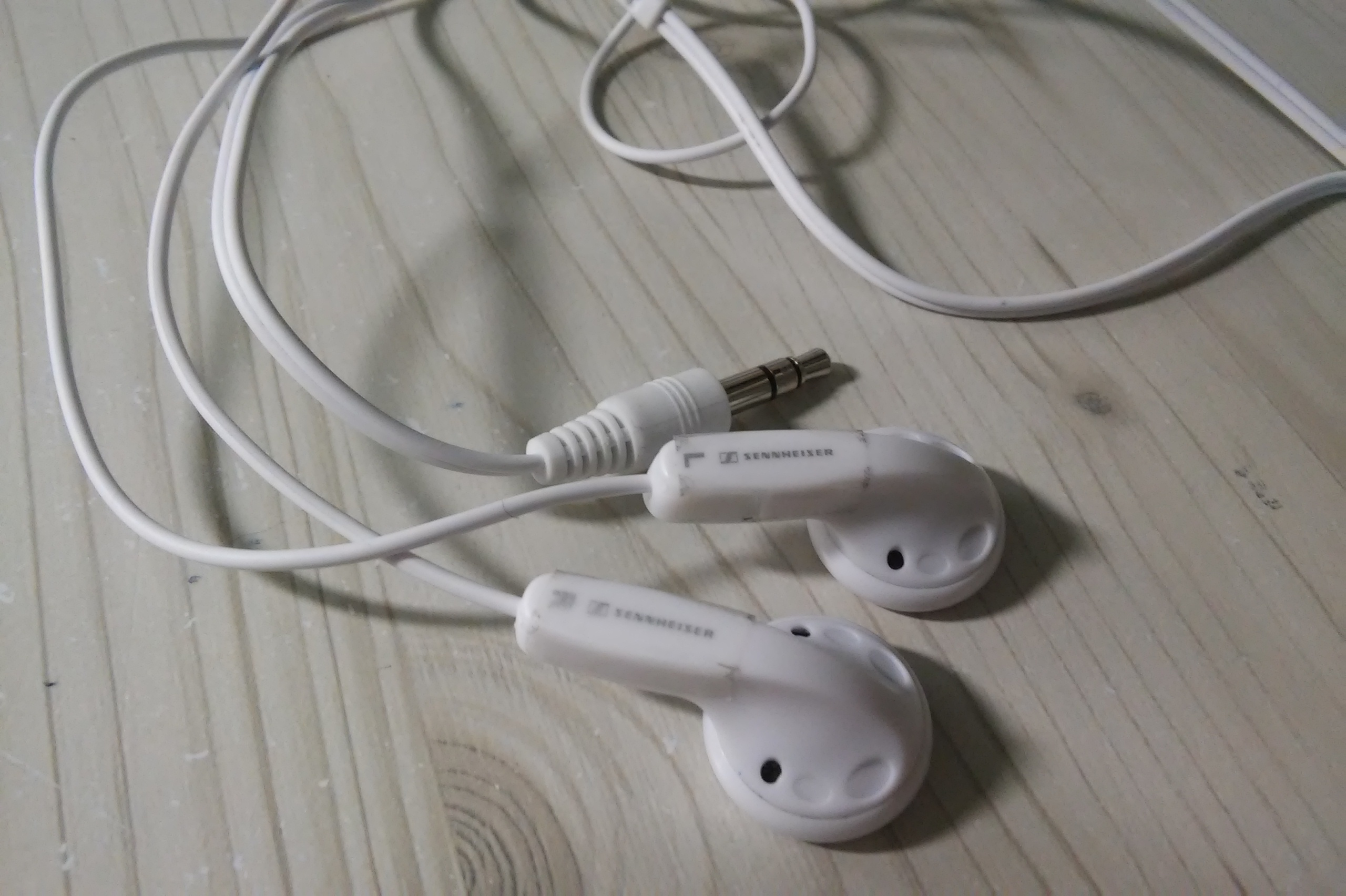
Ecouteur Sennheiser MX400ii

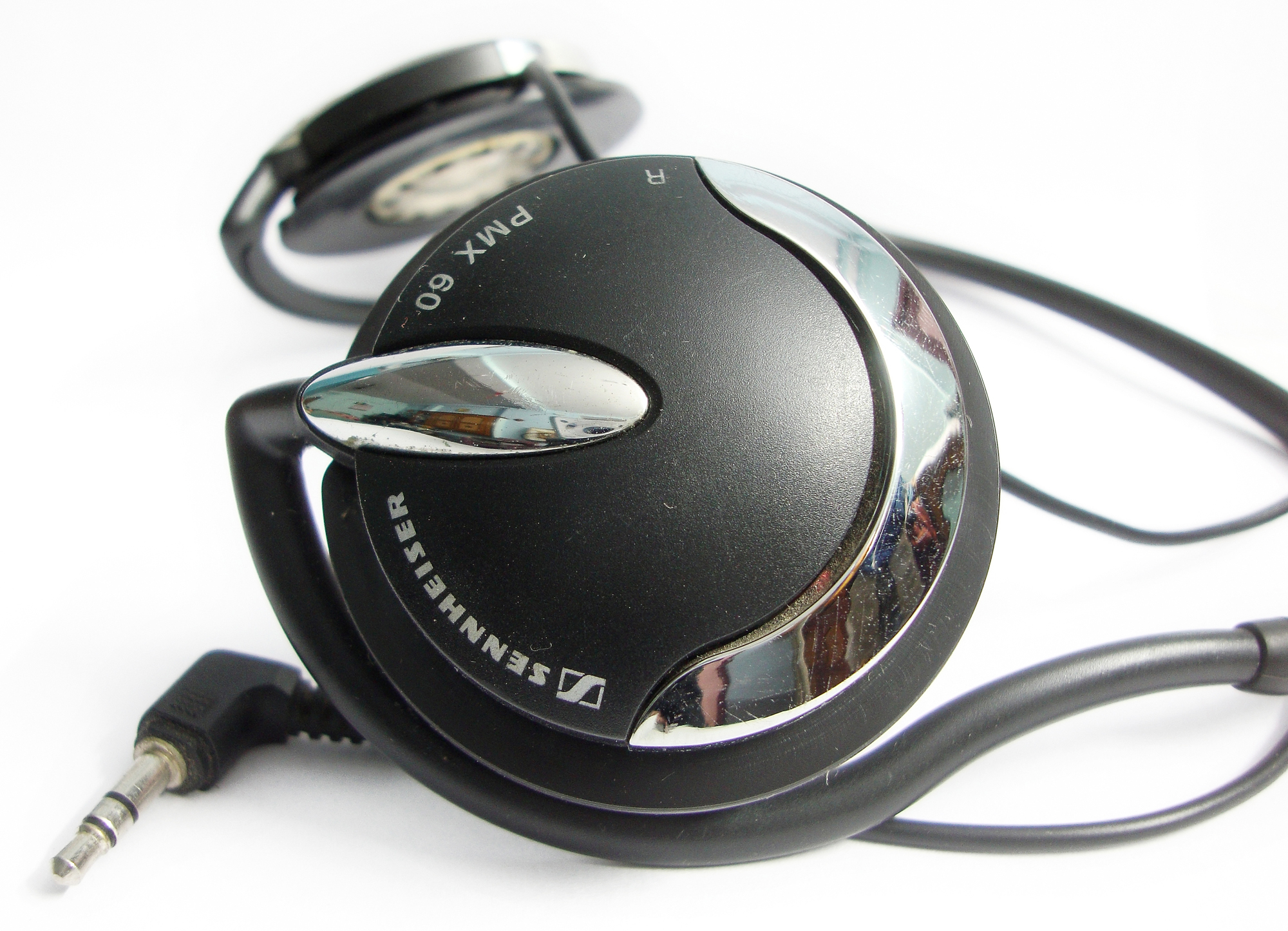
Sennheiser PMX 60

La société a été fondée en 1945, juste quelques semaines après la fin de la seconde guerre mondiale, par Fritz Sennheiser (° 9 mai 1912 – † 17 mai 2010) et sept ingénieurs camarades de l'université de Hanovre dans un laboratoire appelé Laboratorium Wennebostel, ce qui a donné le nom de l'entreprise : Labor W. Le laboratoire a été baptisé du nom du village de Wennebostel, où il avait été déplacé à cause de la guerre. Son premier produit était un voltmètre. Labor W a commencé à construire des microphones en 1946.
En 1955, la société comptait 250 employés. Labor W a été renommé Sennheiser électronique en 1958. Sennheiser a été transformé en société anonyme en 1973. La société a commencé à produire les microphones sans fil modernes en 1982. Cette même année, le fondateur Fritz Sennheiser a transféré la gestion de la société à son fils, Jörg Sennheiser.
Fritz Sennheiser, fondateur de la marque, est mort le 17 mai 2010 à l'âge de 98 ans.

## Prix et récompenses

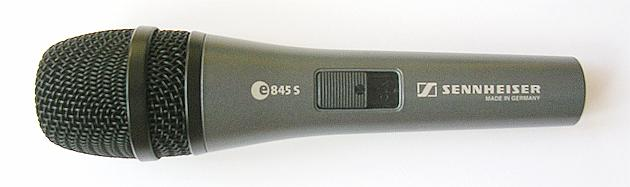
Le microphone Sennheiser e845s

En 1987, la société a reçu un Oscar technique ou scientifique de l'Academy of Motion Picture Arts and Sciences pour le microphone MKH 816. En 1996, la société reçut un Technology & Engineering Emmy Award pour ses développements par transmission sans fil et, en 1999, un Grammy Award pour ses microphones de Georg Neumann GmbH.